# Felipe Kitadai
Felipe Eidji Kitadai (São Paulo, 28 de julho de 1989) é um judoca judeu brasileiro. É medalhista olímpico.

## Carreira
Kitadai nasceu em São Paulo, e foi membro do Clube Atlético Barueri e do Sogipa.

### 2009- 2012
Em 2009, Kitadai, ganhou uma medalha de bronze no Maccabiah Games de 2009 em Tel Aviv, Israel, batendo o americano Lindsey Durlacher ao longo do caminho. 
Em abril de 2010, ganhou a medalha de prata no Campeonato Pan-Americano de Judô realizado em El Salvador.
Ganhou notoriedade em outubro de 2010 ao ser medalhista de ouro da categoria até 60 kg na Copa do Mundo em Roma, ao ter em sua trajetória uma vitória sobre o único tricampeão olímpico da história do judô, Tadahiro Nomura.
O atleta também teve outras conquistas expressivas: foi ouro nos Jogos da Lusofonia 2009, e bronze na Copa do Mundo de São Paulo 2010.
Nos Jogos Pan-Americanos de 2011, Kitadai foi medalha de ouro na categoria até 60 kg.

### Jogos Olímpicos de Londres 2012
Na Olimpíada de 2012, conquistou a medalha de Bronze na categoria até 60 kg, no dia do seu aniversário.

### 2013-2016
Participando do World Masters de 2013 (segunda competição mais importante do circuito depois do Mundial), Kitadai conquistou uma medalha de bronze, repetindo o desempenho das Olimpíadas de 2012.
No Grand Slam de Moscou 2013, Kitadai chegou à final, conquistando a medalha de prata.  
No Grand Slam de Tyumen 2014, Kitadai conquistou mais uma medalha de prata.
Nos Jogos Pan-Americanos de 2015, Kitadai foi medalha de prata na categoria até 60 kg.
No Campeonato Mundial de Judô de 2015, Kitadai fez sua melhor participação individual em Mundiais, terminando em 5º lugar. Chegou às quartas de final, onde foi superado pelo número 2 do mundo, Boldbaatar Ganbat, da Mongólia. Na repescagem, ganhou de Hyuk Choi In, da Coreia do Sul, para avançar à disputa pelo bronze. E, no confronto que valia o pódio, Kitadai perdeu para o japonês Toru Shishime.
Em abril de 2016, Kitadai alcançou seu sexto campeonato consecutivo no Campeonato Pan-Americano de Judô. Ele ganhou ouro nas edições de Guadalaraja 2011, Montreal 2012, San José 2013, Guayaquil 2014, Edmonton 2015 e Havana 2016.

### Jogos Olímpicos do Rio 2016
Ele participou das Olimpíadas de 2016 no Rio de Janeiro, derrotando Walide Khyar e Tobias Englmaier antes de perder para Orkhan Safarov. Como Safarov chegou às semifinais, Kitadai entrou na repescagem, onde deveria ganhar duas lutas para poder conquistar o bronze, mas perdeu para Diyorbek Urozboev em sua primeira luta.

### 2016-2020
No Grand Slam de Abu Dhabi 2017, Kitadai obteve uma medalha de prata. Chegou à final e só perdeu o ouro por ter levado três punições. Foi seu primeiro pódio depois de ficar um longo tempo afastado recuperando-se de uma cirurgia no ombro direito. 
Kitadai obteve um dos seus maiores títulos individuais em maio de 2019. Participando do Grand Slam (o torneio que mais dá pontos no ranking do judô depois das Olimpíadas, do Mundial e do World Masters) de Baku, ele obteve a medalha de ouro, vencendo cinco lutas.

## Aposentadoria
Em março de 2022, Kitadai anunciou sua aposentadoria do judô, passando a ser treinador da seleção júnior (Sub-21) da Áustria. 